# Наш общий друг
«Наш о́бщий друг» (англ. Our Mutual Friend) — четырнадцатый и последний завершённый роман Чарльза Диккенса, написанный и опубликованный в 1864—1865 годах (никакой другой его роман не создавался так долго). Зрелое мастерство писателя соединило в этой книге детективно-романтическую интригу с участием трогательных, чисто диккенсовских персонажей, и социально-психологическую сатиру на тему губительной власти денег. Критики особо отмечают нетипичные для ранних романов Диккенса яркие и реалистически выписанные женские образы (Белла, Лиззи, Дженни).
Роман имел большой успех у читателей и был неоднократно экранизирован. Первый русский перевод был напечатан в «Отечественных записках» в 1864—1866 годах. Современный перевод, который Корней Чуковский назвал «блистательным», выполнили Н. А. Волжина и Н. Л. Дарузес.

## История написания

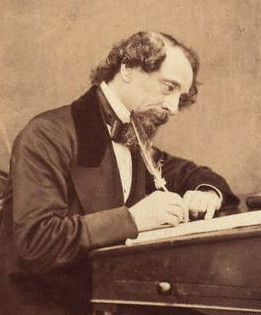
Диккенс в 1858 году

В начале 1860-х годов 50-летний Диккенс был на вершине своей популярности. Им восхищались У. М. Теккерей, У. Коллинз, Х. К. Андерсен, Э. Сю и И. С. Тургенев. Основанный Диккенсом журнал «Круглый год» пользовался огромным успехом, читатели хорошо приняли и опубликованный там новый роман Диккенса «Большие надежды», только в 1861 году выдержавший четыре отдельных издания. Но, судя по письмам к Коллинзу, этот период был для Диккенса нелёгким. Сказывался и разрыв с женой (1858), и равнодушное отношение его возлюбленной, молодой актрисы Эллен Тернан, с которой писатель познакомился в 1857 году. В сентябре 1863 года умерла мать писателя, а в декабре погиб в Индии его сын Уолтер. Диккенс отличался острой впечатлительностью, и события личной жизни часто находили отражение в сюжете и стиле его книг. В частности, критики отмечают, что яркий эмоциональный монолог Хедстона перед его возлюбленной Лиззи, странный для бедного учителя, скорее отражает мучительную ревность автора романа: «Я не стеснён в средствах, и вы ни в чём не будете знать недостатка. Имя моё окружено таким почётом, что будет надёжной защитой для вас. Если бы вы видели меня за работой; видели, что я способен совершить и как меня уважают за это, вы научились бы, возможно, даже немного гордиться мною».
Сюжетную идею романа «Наш общий друг» автору, возможно, подала пьеса Ричарда Генри Хорна Dust; or Ugliness Redeemed, опубликованная в журнале Диккенса «Домашнее чтение» (1850), некоторые ситуации в этой пьесе перекликаются с диккенсовскими. Первое документальное свидетельство начала работы над романом (заметка в записной книжке Диккенса с наброском линии Джона Гармона) относится к 1861 году.
Ещё с журналистских времён Диккенс всегда стремился к максимальной достоверности описываемой картины; готовясь начать роман «Наш общий друг», он обошёл пристани и трущобы лондонского Ист-Энда, посетил полицейские участки, таверны и кабачки, изучал их атмосферу, внимательно прислушивался к разговорам посетителей. Многие персонажи романа «увидены» Диккенсом среди людей, случайно встреченных им на подобных прогулках. Писатель и литературный критик Питер Акройд даже заявил (2005), что один из главных символов романа — куча мусора — является не только определяющей метафорой, но имеет вполне конкретный прототип: «…Реальная и еще более ужасающая куча близ Кингскросс-роуд». Хескет Пирсон, биограф Диккенса, предположил, что в одном из персонажей романа, самоуверенном Подснепе, Диккенс изобразил своего друга и первого биографа Джона Форстера. Критики предполагают, что в главной героине романа, Белле Уилфер, Диккенс описал Эллен Тернан. Они встречались на протяжении всего периода работы над романом, Эллен согласилась на совместную жизнь, но любви Диккенса не разделяла.

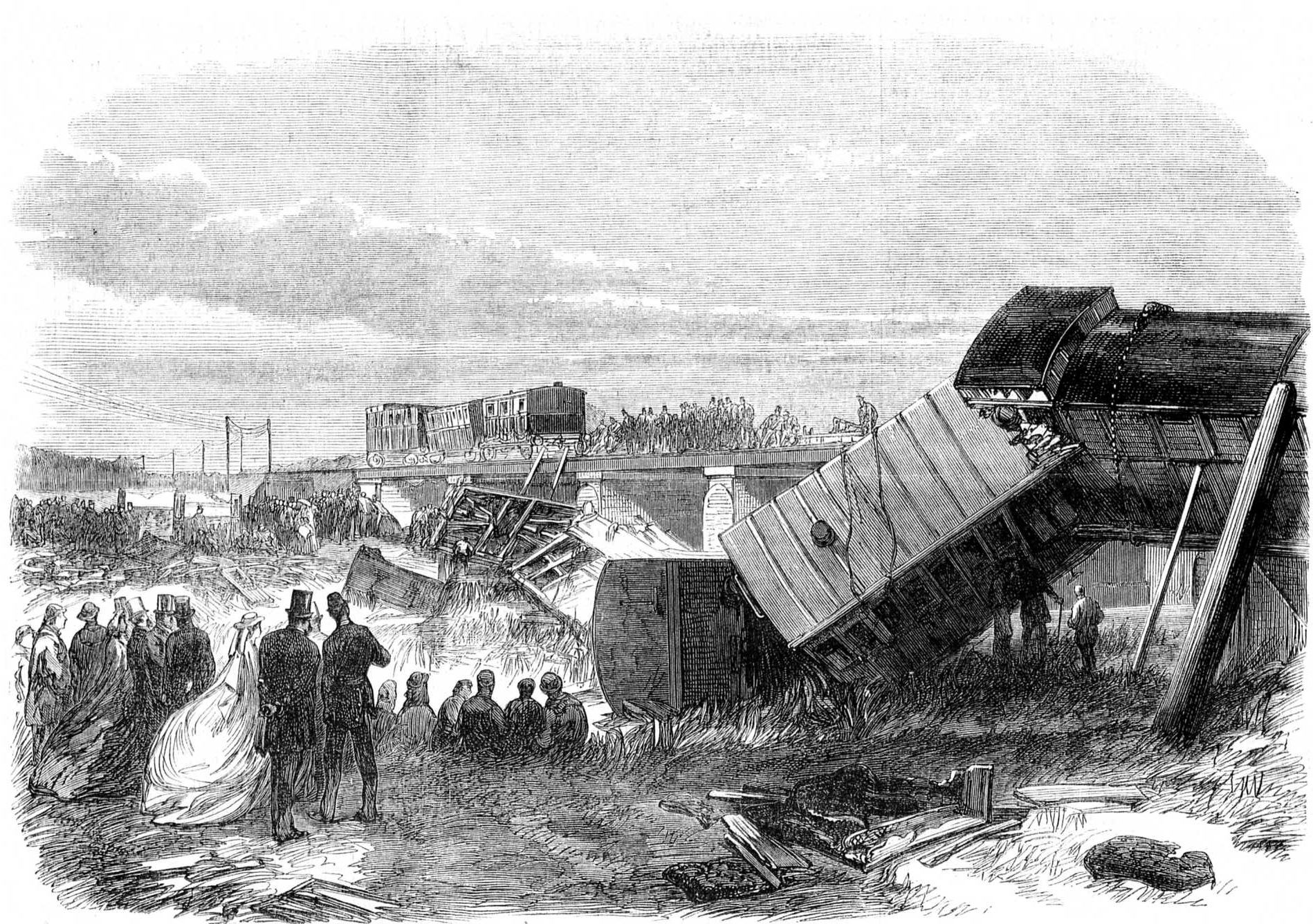
Катастрофа в Стейплхерсте

Как и большинство других романов Диккенса, «Наш общий друг» печатался отдельными ежемесячными выпусками, с мая 1864 по ноябрь 1865 года. Всего их было 19, по шиллингу за штуку (последний выпуск был сдвоенным). В качестве нового иллюстратора Диккенса вместо Физа (Хэблота Брауна) выступил Марк Стоун, чьи гравюры заслужили одобрение писателя.
В послесловии к роману Диккенс вспоминает, что книга могла остаться незаконченной — 9 июня 1864 года Диккенс и вместе с ним несколько глав 3-й части романа попали в железнодорожную катастрофу близ посёлка Стейплхерст (восемь вагонов упали в реку). Ни писатель, ни рукопись не пострадали, хотя Диккенс испытал сильное душевное потрясение и уверял, что «никогда не был так близок к вечной разлуке со своими читателями». В период работы над романом у Диккенса появились первые признаки болезней, от которых он скончался пять лет спустя, не успев закончить остросюжетный роман «Тайна Эдвина Друда».

## Сюжет

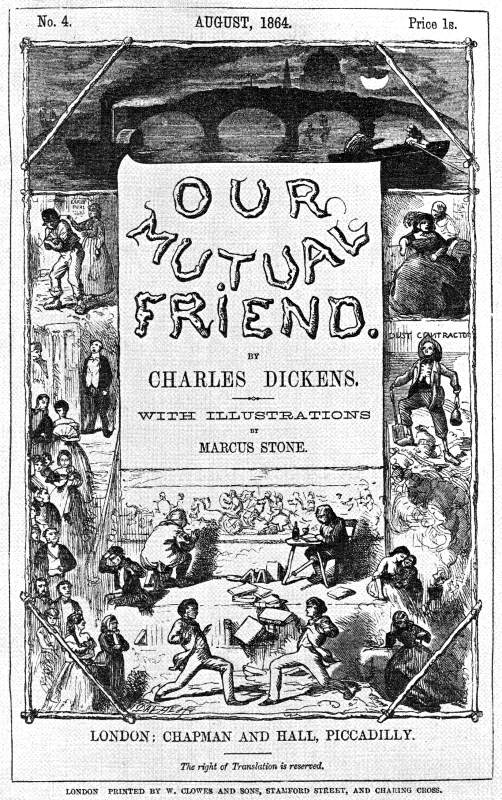
Один из выпусков романа (август 1864)

Роман содержит несколько переплетающихся сюжетных линий, главная среди них — судьба наследства лондонского мусорщика Гармона. Этот угрюмый скряга, разбогатевший на муниципальных подрядах, выгнал из дома 14-летнего сына Джона и с тех пор его не видел. В завещании Гармон оставил наследство сыну при условии, что тот женится на незнакомой ему Белле Уилфер, а если этот брак не состоится, наследство переходит к старому слуге Гармона, Нодди Боффину. Джон вернулся в Лондон, стал жертвой ограбления и объявлен умершим. В действительности он остался жив, под вымышленным именем познакомился с Беллой и стал секретарём Боффина. Джон влюблён в Беллу, но не встречает с её стороны взаимности, у Беллы более далекоидущие планы. Джон не хочет раскрывать своё настоящее имя, чтобы не принуждать Беллу к нежеланному браку. Вскоре жена Боффина узнаёт тайну Джона, и они решают спасти Беллу от тлетворного влияния жадности к деньгам. Совместно Роксмит и Боффины дают Белле наглядное (хотя и притворное) представление о том, как деньги портят людей. В это же время умирает мальчик, которого Боффины хотели взять на воспитание в память о Джоне, и эта трагедия сближает Джона и Беллу. Лучшие качества души Беллы берут верх, она и Джон заключают счастливый брак. К основной интриге примыкает линия Сайласа Вегга — этот злобный завистник случайно нашёл более позднее завещание Гармона, где тот всё состояние передаёт в казну. Вегг пытается шантажировать Боффина, но, к несчастью Вегга, оказывается, что существует ещё более поздний вариант завещания — всё в пользу Боффина. В конечном счёте Боффин добровольно уступает наследство Джону.
Другая сюжетная линия включает обеспеченного адвоката Юджина Рэйберна, его возлюбленную, бедную девушку Лиззи Хэксем, и учителя Брэдли Хедстона, также влюблённого в Лиззи. Юджин — легкомысленный бездельник, а Брэдли Хедстон — неистовый ревнивец. Лиззи нравится Юджин, хотя она с болью сознаёт, что между ними социальная пропасть. Испуганная угрозами Хедстона, Лиззи после гибели отца и разрыва с братом скрывается, но оба поклонника вскоре обнаруживают её убежище. Хедстон тяжело ранит Юджина и сталкивает его в реку, Лиззи, услышав крик, спасает Юджина. В конце романа Юджин женится на Лиззи и, подобно Белле, перерождается к лучшему, объявив, что надеется стать достойным своей жены. Брэдли Хедстон кончает жизнь самоубийством.
Третья группа персонажей — забавная девочка, кукольная швея Дженни Рен, её друг, старый еврей Райя и мошенник Фледжби. Последний владеет фирмой, где работает Райя, но скрывает этот факт и выдаёт Райю за владельца, делая его тем самым козлом отпущения. Чтобы не участвовать в этих махинациях, Райя уходит из фирмы. В этот же день Фледжби получает жестокую порку от одной из своих жертв.
Несколько ядовитых глав описывают высшее общество, собирающееся в доме нуворишей Венирингов. Здесь Диккенс дал убийственно-сатирические портреты старой и новой аристократии. Среди персонажей там оказываются банкроты, подлецы, мошенники, высокомерные тупицы, охотники за приданым, откровенные бездельники и т. п.

## Основные персонажи

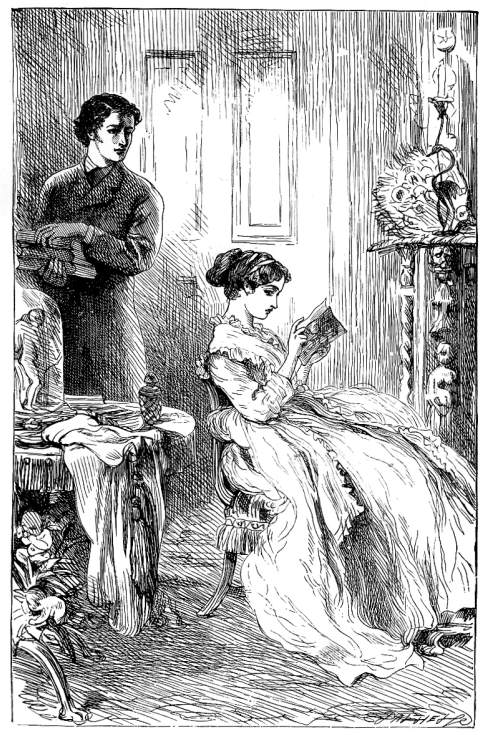
Белла Уилфер и Джон Роксмит. Гравюра Марка Стоуна

- Джон Гармон (John Harmon) — наследник крупного состояния, которое отец завещал ему при условии, что он женится на Белле Уилфер. В начале романа возвращается в Лондон, бесследно исчезает и считается погибшим; в середине романа выясняется, что он жив и скрывается под именем Джона Роксмита (John Rokesmith)[12].
- Белла Уилфер (Bella Wilfer) — красивая девушка из бедной семьи, в начале романа капризная и эгоистичная, мечтает разбогатеть. Мнимая гибель Джона, казалось, разрушила все её расчёты, но покровительство Боффинов снова воскресило надежду. Роксмит в её планы не входит, и она сразу даёт ему это понять[13]. Однако в ходе развития действия романа, под совместным влиянием Боффинов, Лиззи и Роксмита, происходит духовное перерождение Беллы. Критики считают Беллу Уилфер самым живым и реалистичным женским персонажем во всём творчестве Диккенса[1].
- Никодимус (Нодди) Боффин (Nicodemus (Noddy) Boffin) и миссис Генриетта Боффин (Mrs. Henrietta Boffin) — бывшие слуги Гармона-отца, наивные, но добрые и благородные люди, единственные, которым озлоблённый скряга Гармон доверял[14]. Они, «живя среди мусорных насыпей, сберегли в чистоте свою бесхитростную совесть и честь»[15]. Оба очень любили Джона, когда тот был ещё мальчишкой. Став богачами, чета Боффинов неумело и забавным образом пытается соответствовать новому положению — в частности, Боффин нанимает Вегга для чтения «умных книг» и повышения своего образования. Доброта сочетается у Боффина с твёрдым характером, что видно из беседы с Лэмлами и из последней сцены с Веггом. Узнав тайну Джона, Боффин передаёт ему всё наследство.

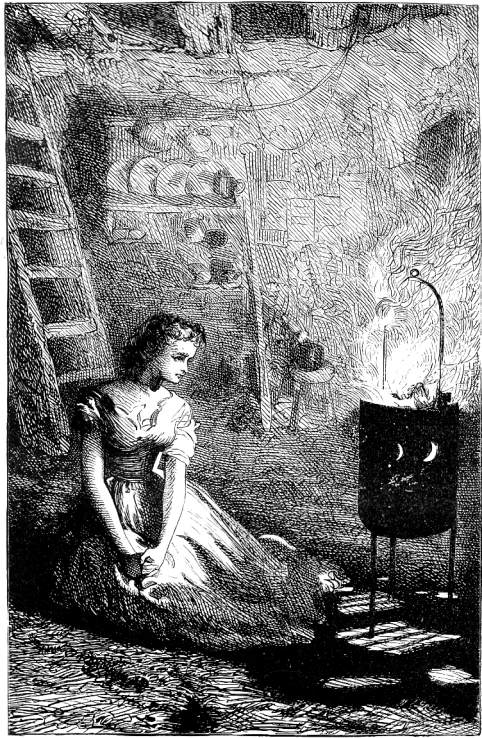
Лиззи мечтает у огня. Гравюра Марка Стоуна

- Лиззи Хэксем (Lizzie Hexam) — ещё одна привлекательная бедная девушка, дочь Стервятника Хэксема и сестра Чарли. Сильный и цельный характер — верная, честная, самоотверженная, искренне привязана к отцу и брату. Часто мечтает, глядя на огонь очага. В конце романа сбывается её мечта — посвятить жизнь возлюбленному[16].
- Чарли Хэксем (Charley Hexam) — младший брат Лиззи, ученик Брэдли Хедстона. Эгоцентрист, озабоченный только своим преуспеванием в жизни. Пытается склонить Лиззи к браку с Хедстоном, а когда она отказывается, порывает с ней. Когда репутация Хедстона зашаталась, порывает и с ним.
- Юджин Рэйберн (Eugene Wrayburn) — джентльмен по рождению, адвокат по образованию. В начале романа — бездельник и шалопай. Работы у него нет, и он ничего не делает, чтобы её добиться[17][18]. Случайно встретив Лиззи в тяжёлый для неё день смерти отца, он принимает участие в её судьбе, между ними возникает взаимное чувство, но Юджин продолжает относиться к происходящему беззаботно и легкомысленно. Спасённый Лиззи после покушения на его жизнь, Юджин становится другим человеком, женится на Лиззи и начинает ответственно относиться к жизненным проблемам[19].

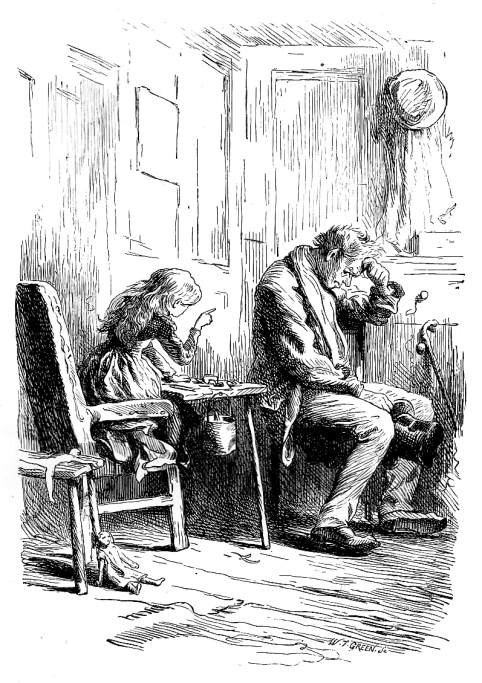
Дженни с отцом. Гравюра Марка Стоуна

- Дженни Рен (Jenny Wren) — близкая подруга Лиззи, 12-летняя девочка-инвалид (ходит с костылём), рано осталась без матери и с отцом-пропойцей. Активно трудится как кукольная швея, жизнерадостная, общительная, острая на язык, владелица великолепных длинных золотистых волос, которыми очень гордится[20]. К своей нелёгкой жизни относится как к некой игре, которую преобразует в сказку — называет отца-алкоголика своим «дурным ребёнком» (bad child), а Райю — крёстной феей, говорит о своих куклах как о живых людях, придумала себе имя Дженни Рен вместо настоящего Фанни Кливер (Fanny Cleaver). В конце романа приобретает верного поклонника (Хлюпа)[21].

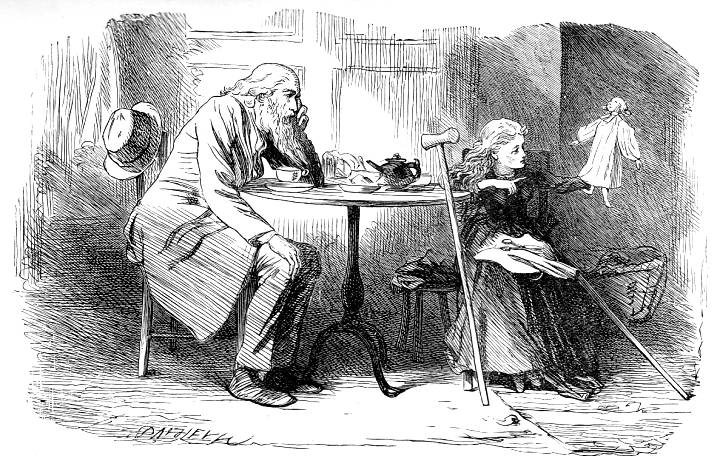
Райя у Дженни

- Райя (Riah) — старый еврей, близкий друг Лиззи и Дженни. Служит у мошенника Фледжби, который использует его как ширму в своих махинациях. В конечном счёте Райя отказывается мириться с этим и уходит от Фледжби. Критики считают, что Диккенс ощущал вину перед еврейским народом за роман «Оливер Твист», где выведен гнусный еврей Фейгин (Феджин), причём ситуация отягощалась тем, что Диккенс дал этому персонажу фамилию своего тогдашнего друга-еврея[1][22]. Причину обострённой чувствительности Диккенс поясняет устами Райи (книга IV, глава IX):

В христианских странах к евреям относятся не так, как к другим народам. Люди говорят: «Это плохой грек, но есть и хорошие греки. Это плохой турок, но есть и хорошие турки». А на евреев смотрят совсем по-иному. Плохих среди нас найти не трудно — среди какого народа их нет? Но христиане равняют самого плохого еврея с самым хорошим, самого презренного с самым достойным и говорят: «Все евреи одинаковы».

Образом доброго и благородного Райи Диккенс задумал искупить свою вину и включить евреев в число тех несправедливо отверженных, права и достоинство которых он неустанно защищал до конца жизни. Райя — полный моральный антипод Фейгина; часть критиков даже полагает, что отсутствие у него недостатков снижает правдоподобие образа.
- Брэдли Хедстон (Bradley Headstone) — школьный учитель Чарли Хэксема. Выбился из низов благодаря многим годам самоограничения, из-за чего, полюбив Лиззи, не в силах удержать подавленные страсти и неистово ревнует к Юджину. Выследив их встречу, Хедстон нападает на Юджина и, считая его мёртвым, сталкивает в реку. Чтобы пустить полицию по ложному пути, Хедстон фабрикует улики против живущего неподалёку Райдергуда, но тот раскрывает его замысел и начинает шантажировать Хедстона. В частности, Райдергуд требует, чтобы Хедстон женился на обожающей его мисс Пичер и передал её деньги шантажисту. Одновременно Хедстон получает ещё два удара: разрыв с Чарли и известие, что Лиззи вышла замуж за Юджина. В отчаянии Хедстон кончает с собой и увлекает с собой Райдергуда[24].
- Сайлас Вегг (Silas Wegg) — одноногий продавец баллад, нанятый Боффином в качестве чтеца. Испытывая злобную зависть и шпионя за Боффином, Вегг случайно обнаруживает новое завещание Гармона-отца, более позднее, чем ранее известное, причём в этом новом завещании Боффин лишается наследства. Вегг использует документ для шантажа и унижения Боффина[25].

## Идейно-художественные мотивы
На всём протяжении романа прослеживаются две знаковых метафоры: мусорные кучи как символ богатства и река (Темза) как символ течения жизни, обновления и возрождения. Многие герои романа живут рядом с рекой, другие с опасностью для жизни попадают в воды Темзы — Джон Гармон, старик Хэксем, Юджин Рэйберн, Рэдфут, а Райдергуд тонет даже дважды. Река не очищает грязный и мрачный Лондон, а, напротив, добавляет мусора, нечистот, а временами и утопленников. Деревенские верховья Темзы описаны совершенно иными красками: «С моста можно видеть новорождённую реку, всю в ямочках, словно малое дитя, весело скользящую среди деревьев, ещё не осквернённую отбросами, которые ждут её ниже по течению». Многие метафоры в романе связаны с рекой или морем — дома как корабли, ночная река как мрачное будущее, дни как приливы и отливы.
Традиционный диккенсовский тёплый юмор сопровождает большинство положительных персонажей. В главах, где участвует высшее общество, автор не жалеет сарказма. Несколько глав и персонажей введены, чтобы осудить бездушную социальную политику британских властей (эпизоды с Бетти Хигден): «Большинство постыдных для нас случаев болезней и смерти от нищеты, возмущающих наше общество и позорящих нашу страну, являются следствием равно как беззакония, так и бесчеловечности, — и нет слов в языке, чтобы должным образом заклеймить и то и другое».
Ещё один мотив, традиционный для Диккенса — сказочно-фантастический. Т. И. Сильман пишет, что «„Наш общий друг“ едва ли не больше, чем другие произведения Диккенса, изобилует сказочными мотивами». В качестве примера она приводит «мотив „переодевания“ главного героя, который можно поставить в параллель с андерсеновским „Свинопасом“, поскольку и там и здесь завидный жених испытывает капризную и эгоистичную невесту („принцессу“), не раскрывая своего инкогнито». Другие примеры — сюжетная линия Дженни Рен или «беседы Сайласа Вегга с чучельником Венусом, к которому Сайлас Уэгг является за костями своей некогда ампутированной ноги».

## Критика

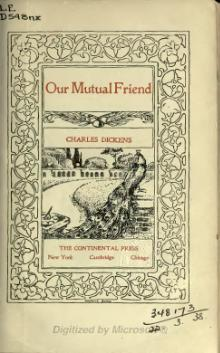
Современное американское издание

Как прижизненные, так и более поздние отзывы на роман «Наш общий друг» чрезвычайно разноречивы. Сразу после выхода романа часть английских и американских критиков объявили роман неудачей автора. Писатель Генри Джеймс одобрил только гротескный образ миссис Уилфер (матери Беллы), а в остальном это «худшее произведение Диккенса», сюжет и образы выглядят неправдоподобными. Отрицательную оценку роману дал также Джордж Гиссинг (1898), которому, правда, понравился другой персонаж — Чарли Хэксем. С другой стороны, Джон Хоттен в своей биографии Диккенса (Charles Dickens: the story of his life, 1870) выразил восхищение мастерством построения сюжета и тщательной отделкой психологического портрета каждого героя романа. По мнению Хоттена, это лучший роман Диккенса после «Дэвида Копперфильда». Г. К. Честертон (1911) приветствовал эту книгу как возврат к оптимизму и лучшим образцам стиля молодого Диккенса; он заметил, что даже там, где у Диккенса фарс, это такой фарс, который «достигает корней Вселенной». Честертон высоко оценил отточенный психологизм романа, жизненную правдивость образов и ситуаций, особо отметив образы Бетти Хигден и Юджина Рэйберна. Эдмунд Уилсон заявил в 1940 году, что поздние романы Диккенса представляют больший интерес и ценность для читателя XX века, чем для современников автора.
Более поздние оценки чаще позитивны. Американский академик Джеймс Кинкейд характеризует роман как один из самых «впечатляющих» у Диккенса (1971). Особенно высокую оценку многих критиков заслужили психологически точные и глубокие женские образы, в ранних романах Диккенса чаще всего схематичные (исключением является разве что Дора из «Дэвида Копперфильда»).
Энгус Уилсон причисляет «Наш общий друг» к великим социальным романам Диккенса и отмечает, что роман даёт «всеохватывающую картину общества; все его части пронизаны единой концепцией денег как ложной меры человеческой ценности в мире, где всё продается». Нравственное возрождение через страдания четырёх молодых героев — Беллы, Юджина, Джона Гармона и Лиззи — показано художественно достоверно и без излишней сентиментальности. Тем не менее Уилсон отмечает наличие в романе «слабых и невыразительных мест» и критикует некоторые новые, по сравнению с более ранними романами, особенности стиля писателя. «Перед нами, ни много ни мало, роман, опередивший своё время; но… „Наш общий друг“ всё же уступает — пусть самую малость — лучшим из предыдущих романов писателя».
Диккенсовский биограф Хескет Пирсон пишет: «Дыхание гения чувствуется в каждой строке этой книги. Чего стоят, например, одни Вениринги и вся их среда! Это лучший образец социальной сатиры Диккенса, которая в наши дни звучит ещё более едко и зло: ведь за последние восемьдесят лет сфера влияния нуворишей непомерно разрослась».
Советский литературовед Е. Ю. Гениева рассматривает роман как нравственную аллегорию. В позднем творчестве Диккенса «многие социальные и психологические образы получили своё эстетико-философское завершение, обрели большую глубину и художественную цельность. Символизм, уже заявивший о себе в поэтике „Холодного дома“ и „Крошки Доррит“, становится ещё более явным в „Повести о двух городах“, „Нашем общем друге“». Последние романы отличает «напряженное внимание к этическим, нравственным проблемам существования человека».
Другой советский литературовед, Т. И. Сильман, отмечает, что роман «отличается необычайным богатством и разнообразием входящего в него жизненного материала» и неповторимым диккенсовским юмором, однако «сюжет романа оказывается значительно беднее, чем тa широкая картина жизни, которую автор перед нами развернул». Т. И. Сильман упрекает Диккенса за чрезмерное тяготение «к сказочным мотивам и фантастическим поворотам фабулы» и слишком благополучный конец, не гармонирующий, по её мнению, с мрачным и беспросветным характером романа. Тем не менее она заключает, что «необычайное разнообразие человеческих типов и характеров, смесь сказочной фантастики, элементов детектива и криминального романа, юмористической карикатуры и социальной сатиры — всё это делает роман Диккенса „Наш общий друг“ одним из самых увлекательных его произведений».

## В культуре
В 1911 году появился немой американский фильм «Юджин Рэйберн». Ещё один немой фильм, «Наш общий друг» (дат. «Vor Faelles Ven»), был снят в 1921 году в Дании, режиссёр А. В. Сандберг. Во второй половине XX века Би-би-си представила три мини-сериала «Наш общий друг» — в 1958, 1976 и 1998 годах.
В сериале «Остаться в живых» Дезмонд Хьюм прочитал все романы Диккенса, а «Наш общий друг» оставил, как книгу, которую он прочтёт последней в своей жизни.
В игре «Assassin's Creed Syndicate» присутствует задание с названием «Наш общий друг» и ещё одно, в которых главный герой помогает Джону Гармону познакомиться с Беллой по просьбе самого Диккенса.

## Тексты
- Текст на языке оригинала в Викитеке.
- Our Mutual Friend в проекте «Гутенберг».

### Издания на русском языке
Переводчики всюду Н. А. Волжина и Н. Л. Дарузес.
- Чарльз Диккенс. Собрание сочинений в тридцати томах. — М.: ГИХЛ, 1962. — Т. 24—25.
- Чарльз Диккенс. Собрание сочинений в десяти томах. — М.: Художественная литература, 1987. — Т. 10. Приложение: Н. Михальская. Диккенс в России.
- Чарльз Диккенс. Собрание сочинений в двадцати томах. — М.: Терра-Книжный клуб, 2000. — Т. 18—19. — ISBN 5-275-00073-1. — ISBN 5-300-02419-8.
- Чарльз Диккенс. Наш общий друг. — М.: АСТ, Астрель, 2011. — ISBN 978-5-17-074054-3. — ISBN 978-5-271-38112-6.

Публиковались также две детские адаптации, пересказывающие сюжетную линию Дженни Рен.